# Vahram (vizir)
Pour les articles homonymes, voir Vahram.
Vahram aussi appelé Bahram al-Armani en arabe, c'est-à-dire « Vahram l'arménien » (né au milieu du XIe siècle et mort en 1140) est un vizir du califat fatimide entre 1135 et 1137. 
D'origine arménienne et de confession chrétienne apostolique, Vahram est d'abord le prince de Turbessel puis un des généraux des troupes arméniennes engagées par les fatimides d’Égypte et dirigées par Badr al-Djamali, lui-même arménien et vizir du califat. En 1135, il devient officiellement par décret du calife Al-Hafiz le nouveau vizir du califat fatimide.

## Biographie
Vahram est d'abord un prince arménien de la dynastie des Pahlavouni qui possèdent plusieurs royaumes au Proche-Orient et en Arménie occidentale. Les travaux récents de l'arménologue Gérard Dédéyan ont permis de mieux renseigner la vie de Vahram et son parcours qui va de Turbessel au Caire.

### Les origines: la principauté de Turbessel
Varham est né aux alentours des années 1060 dans la famille noble et arménienne des Pahlavouni, il réussit à créer une principauté arménienne autour de Turbessel dont il fait la capitale.
Vahram de Turbessel doit faire face au début des années 1070 aux attaques et avancées de son compatriote Philaretos Brakhamios, un autre « Vahram » dont le nom a été hellénisé. Ce dernier est aussi un Arménien mais, contrairement à Vahram, il est un chrétien orthodoxe et en théorie également un vassal de l'empire byzantin. Dans les faits il est à la tête d'une grande principauté arménienne autonome, et ce dernier souhaite prendre Turbessel. Face à ces pressions militaires, Vahram suit d'autres Arméniens qui vont s'installer en Égypte, dont le général Badr al-Djamali à la tête d'une armée arméno-fatimide que Vahram intègre rapidement.

### Le général arméno-fatimide
Vahram passe une vingtaine d'années dans les troupes arméniennes du califat fatimide, alors dirigées par Badr al-Djamali - lui-même futur vizir -, où il occupe une haute position, probablement celle de général'. Malgré sa position en Égypte, il conserve tout au long de sa vie sa foi chrétienne arménienne.

### Le vizir du califat fatimide

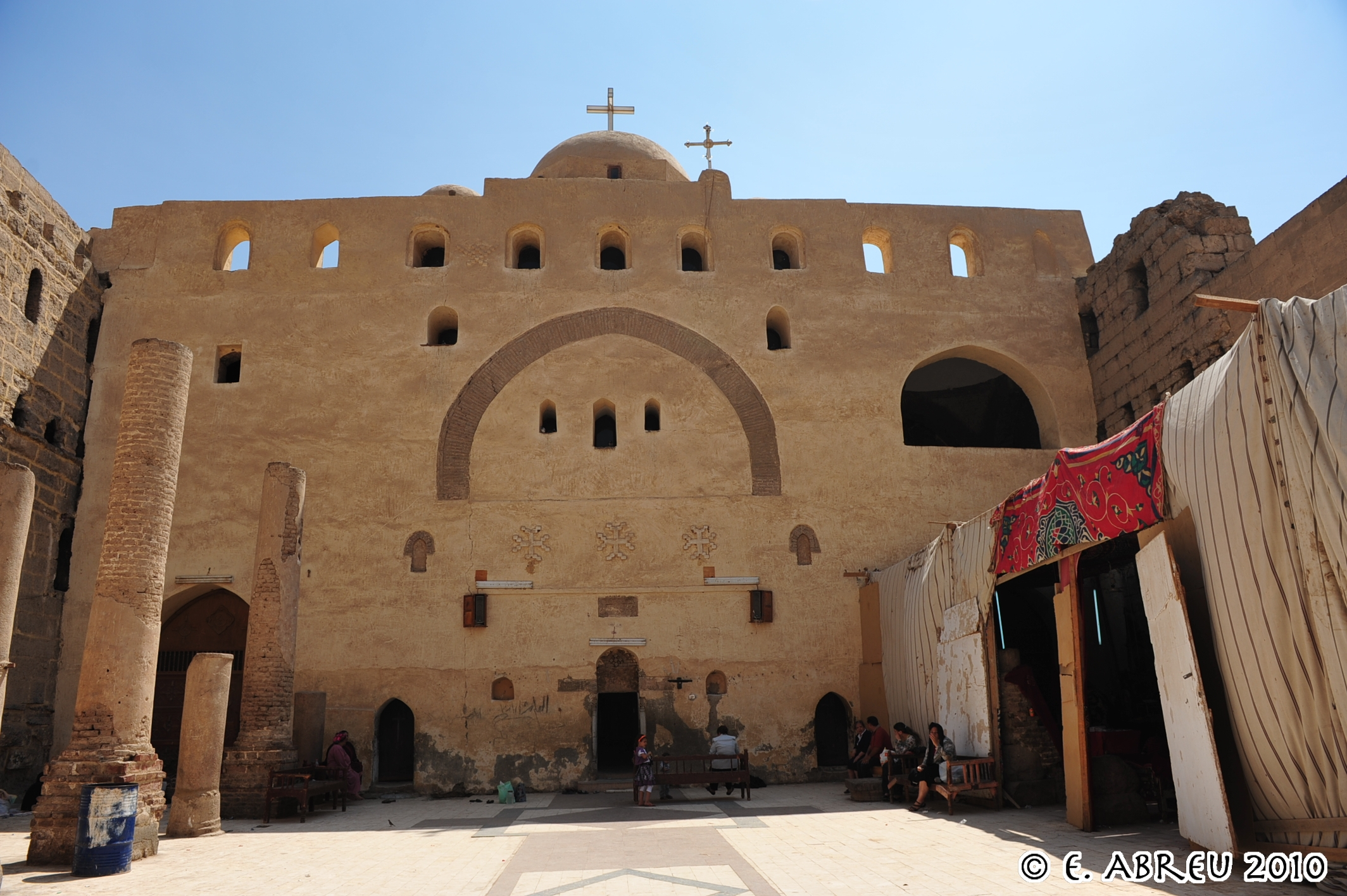
Le monastère Blanc où Vahram se fit moine à la fin de sa vie et où il meurt en 1140.

En 1135, le calife fatimide Al-Hafiz nomme le général Vahram comme nouveau vizir. Ce poste était précédemment attribué au fils du calife, Hassan qui échoua dans sa tâche en provoquant une révolte de la noblesse égyptienne. Pendant les années de son vizirat Vahram essaye d'améliorer la condition de ses compatriotes arméniens en Égypte, notamment en les nommant à ses postes administratifs ou militaires importants. Ces derniers conservent leur religion chrétienne apostolique ce qui entraîne une guerre de palais qui aboutit à l'éviction de Vahran comme vizir et son remplacement brutal en 1137 par l'Arabe Ridwan ibn Walakhshi. Ce dernier démarre une politique anti-chrétienne et fait exécuter tous les anciens ministres du précédent vizir.
Vahram, évincé du pouvoir, se fait moine et rejoint le monastère Blanc, dans le centre de l’Égypte, où il meurt en 1140.